# Aussonne
Aussonne è un comune francese di 6 267 abitanti situato nel dipartimento dell'Alta Garonna nella regione dell'Occitania.

## Società

### Evoluzione demografica
Abitanti censiti

## Monumenti e luoghi d'interesse

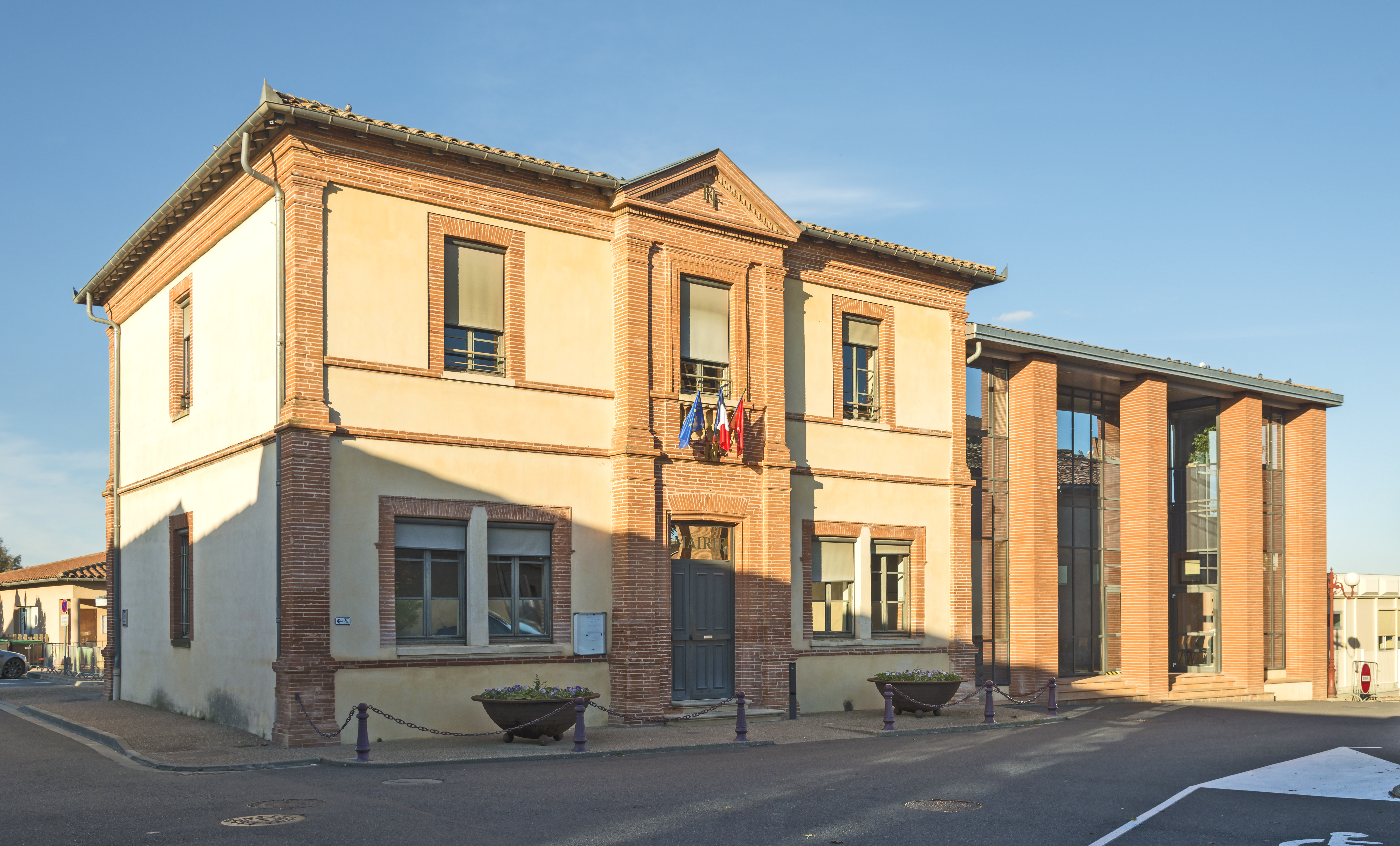
Municipio
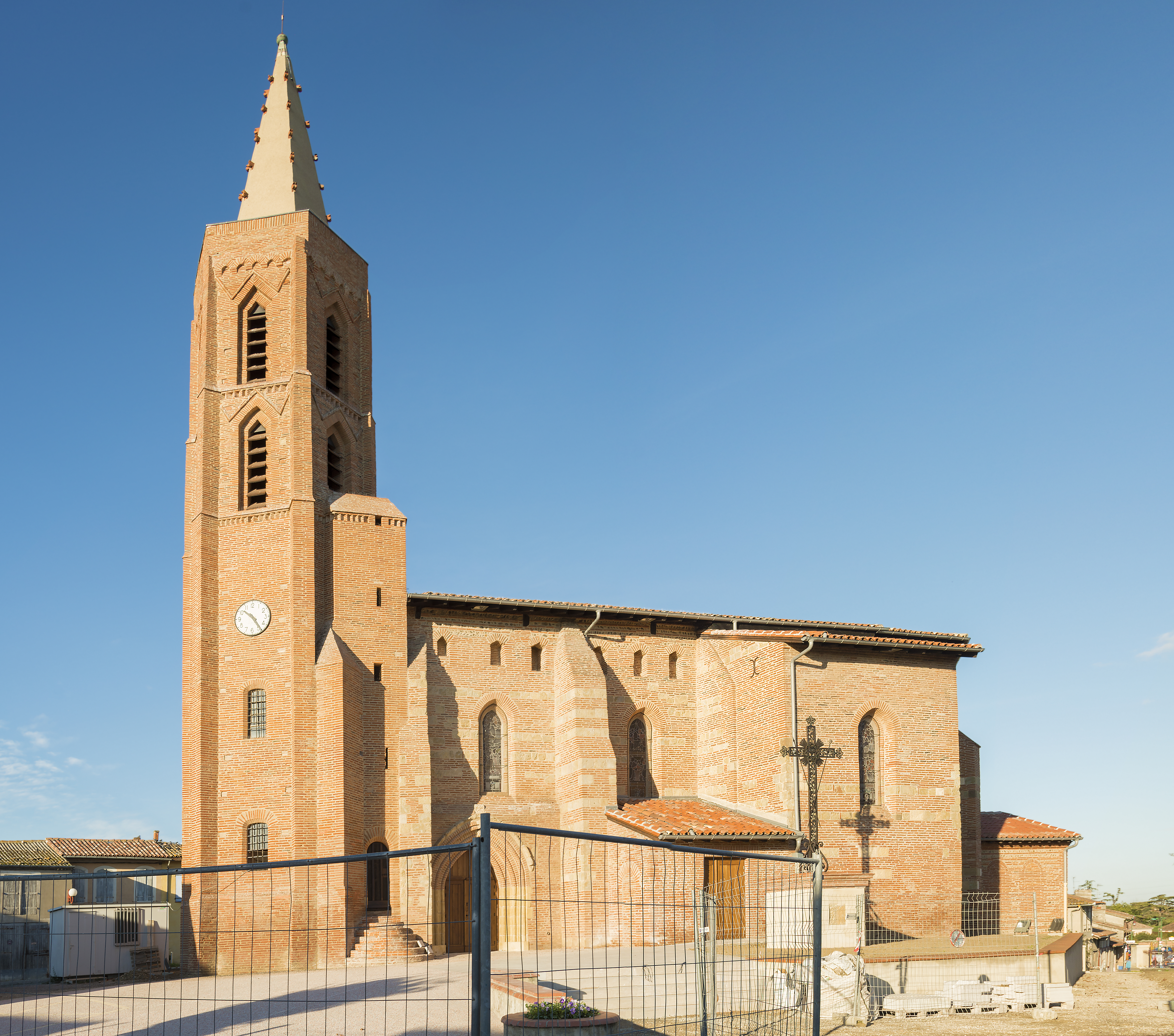
Chiesa
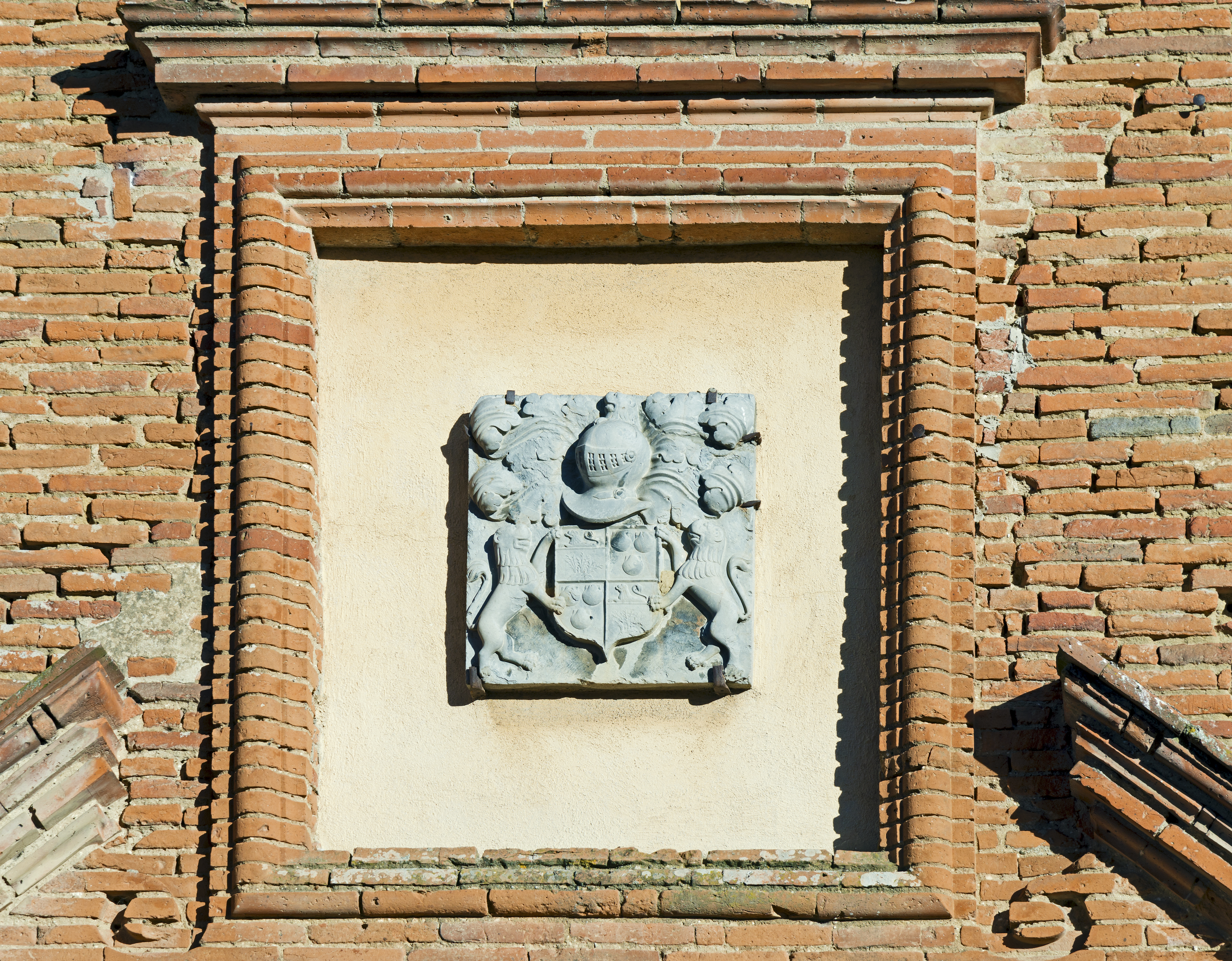